# Yakwal
Yakwal,  /u jeziku Indijanaca Tonkawa = "drifted ones"/ pleme američkih Indijanaca za koje se zna tek po pričanju Tonkawa Indijanaca. Prema legendi koju je zapisao A. S. Gatschet, oni su dio Tonkawa koji su jednom na teksaškoj obali ostali odsječeni od ostatka plemena. Mnogo godina kasnije pleme Tonkawa ponovno je pronašlo ove ljude blizu sadašnjeg zaljeva Galveston i prozvali ih Yakwal. A. F. Sjoberg, poznavatelj Tonkawa, sugerira da bi Yakwali mogli biti Mayeye Indijanci, satelitsko pleme Tonkawa, koje se u kasnom 18. stoljeću na obali Zaljeva priključilo plemenu Karankawa. 

## Vanjske poveznice
- Yakwal Indians